# Lockheed P-2 Neptune
Локхид P-2 «Нептун» (англ. Lockheed P-2 Neptune, до 1962 — P2V) — американский базовый патрульный самолёт.

## История

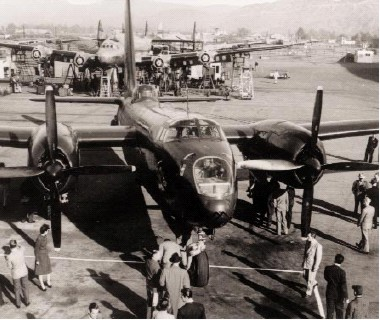
Прототип XP2V-1 в декабре 1945 года

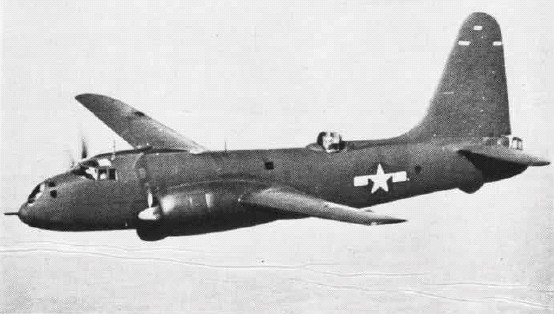
Прототип XP2V-1 в полёте, 1945 год

Предварительная разработка самолёта, который должен был заменить своих предшественников PV-1 «Вентура» и PV-2 «Гарпун», началась в начале 1942 года. В середине 1944 года ВМФ США подписала с фирмой Vega (подразделение «Локхид», занимавшееся патрульными самолётами) контракт на постройку 2 прототипов и 13 предсерийных самолётов под шифром P2V.
Прототип XP2V-1 был готов в начале 1945 года, а 17 мая 1945 года совершил тестовый первый полёт в Бербэнке (шт. Калифорния). Через некоторое время был готов второй прототип, и оба прошли интенсивную программу испытаний. Весной 1946 года испытания были закончены, а в июле 1946 года прототипы были переданы флоту. Строительство предсерийной партии из 13 самолётов началось в сентябре того же года.
Это был первый американский самолёт наземного базирования, предназначенный для патрулирования. В отличие от гидросамолётов. для которых длина разбега не имела большого значения, «Нептун» должен был взлетать с небольших аэродромов, неся значительную нагрузку в виде запаса топлива, средств обнаружения и уничтожения подводных лодок. Дополнительно требовалась очень высокая для патрульного самолёта максимальная скорость — около 300 миль в час (480 км/ч). По сравнению с PV-2 «Гарпун», который имел дальность 3200 км при бомбовой нагрузке 1800 кг, флот требовал для P2V соответственно 8000 км и 3600 кг плюс 1000 кг электронного оборудования.
Дальность полёта 8000 км при крейсерской скорости 280 км/ч означала длительность полёта 28 часов. При 45 % мощности двигателя расход составлял для горючего 227 г/л.с.·ч, для масла 6,8 г/л.с.·ч. Это означало 17 000 л топлива и 400 л масла, всего 12 600 кг плюс примерно 570 кг весили 7 членов экипажа. В итоге максимальная масса самолёта должна была составить 26 700 кг.
При посадочной скорости 120 км/ч и коэффициенте подъёмной силы 2,2, площадь крыла должна была составить 86,9 м², что соответствовало нагрузке на крыло 308 кг/м². В техническом задании с учётом запаса был указан максимальный вес самолёта 26 300 кг при площади крыла 93 м² (1000 фт²).

## Описание конструкции
Для самолётов большой дальности оптимальным является относительное удлинение, при котором профильное сопротивление равно индуктивному. Однако на практике это условие даёт слишком большое удлинение. Расчёты для P2V дали значение 31,6, что было технически невыполнимо, поэтому было принято компромиссное значение 10. Выбор типа крыла производился исходя из минимального сопротивления, однако малая несущая способность скоростных крыльев исключала их использование на тяжёлых самолётах, поэтому компромиссным решением был сочтён профиль NACA 2419. Чтобы уменьшить сопротивление крыла, точка максимальной толщины была взята на уровне 38 % длины хорды вместо 30 %. Стреловидность передней кромки крыла была не более 15 % длины хорды. Было использовано стандартное значение сужения крыла 0,5 и сужение по толщине 0,55. Чтобы улучшить управляемость элеронами при сваливании, отрицательную крутку концевых частей крыла сделали равной 1,5°. Благодаря этим мерам, при всех условиях полёта, включая сваливание при полной мощности, самолёт сохранял управляемость.
Чтобы обеспечить низкую посадочную скорость и короткий разбег, использовались закрылки Фаулера. Для повышения технологичности производства, закрылки двигалась по дуге окружности, что несколько снижало их эффективность.
Испытания в аэродинамической трубе показали, что коэффициент подъёмной силы в максимальном сечении составил 3,3, а полный коэффициент — 2,6. Эти значения были получены при отклонении элеронов на 10°, которое увеличивало подъёмную силу и улучшало распределение нагрузки по крылу при опущенных закрылках.
На прототипе были установлены двигатели Wright R-3350-8, обеспечивавшие 2300 л.с. и 2800 об/мин при взлёте, 2100 л.с. и 2400 об/мин на высотах до 750 м без турбонаддува и 1800 л.с. высотах от 750 до 4150 м с турбонаддувом. Горючее помещалось в двух 2650-литровых главных баках в центральной секции крыла и двух 1800-литровых баках в консолях, давая суммарную ёмкость 8900 л. Топливные магистрали были проложены так, что вспомогательные баки опорожнялись первыми. Ещё четыре 950-литровых бака можно было разместить в бомбовом отсеке. В сумме это давало 12 700 л и дальность полёта 6 780 км. Для обеспечения требуемой заказчиком дальности 8000 км устанавливались дополнительные баки в салоне.
Самолёт был оснащён спиртовой системой противообледенения.

## Вооружение и оборудование
Прототип был вооружён шестью 12,7-мм пулемётами с боезапасом 466 патронов каждый, которые располагались в трёх турелях — на носу, сверху в средней части фюзеляжа и в хвосте. Кроме того предполагалось установить четыре недавно поступившие на вооружение 298-мм ракеты «Tiny Tim» и 16 стандартных 127-мм ракет HVAR на направляющих под консолями.
Бомбовая нагрузка (максимально 3630 кг или 8000 фн) состояла из 4 × 2000-фн бомб или 8 × 1000-фн бомб или 16 × 500-фн бомб или 12 × 325-фн глубинных бомб или 2 × 2165-фн авиационных торпед.
Экипаж в количестве 7 человек состоял из пилота, второго пилота, радиста, штурмана-бомбардира (который также был стрелком носовой турели), оператора системы радиопротиводействия, а также стрелков средней и хвостовой турели.
Максимальная автономность составляла 36 часов. Предусматривалось спальное место, хранилище для продуктов, подогрев пищи.

## Служба
P2V «Нептун» почти 40 лет служил ВМФ США и до сих пор находится на вооружении в других странах. Первой в марте 1947 года получила самолёты этого типа патрульная эскадрилия VP-ML-2. Последний «Нептун» был списан в апреле 1982 года. Всего фирмой «Локхид» было выпущено 1229 самолётов P2V различных моделей, в том числе 193 для иностранных государств и организаций.

## Модификации
Ниже приведено краткое описание основных моделей и модификаций самолёта.

### P2V-2

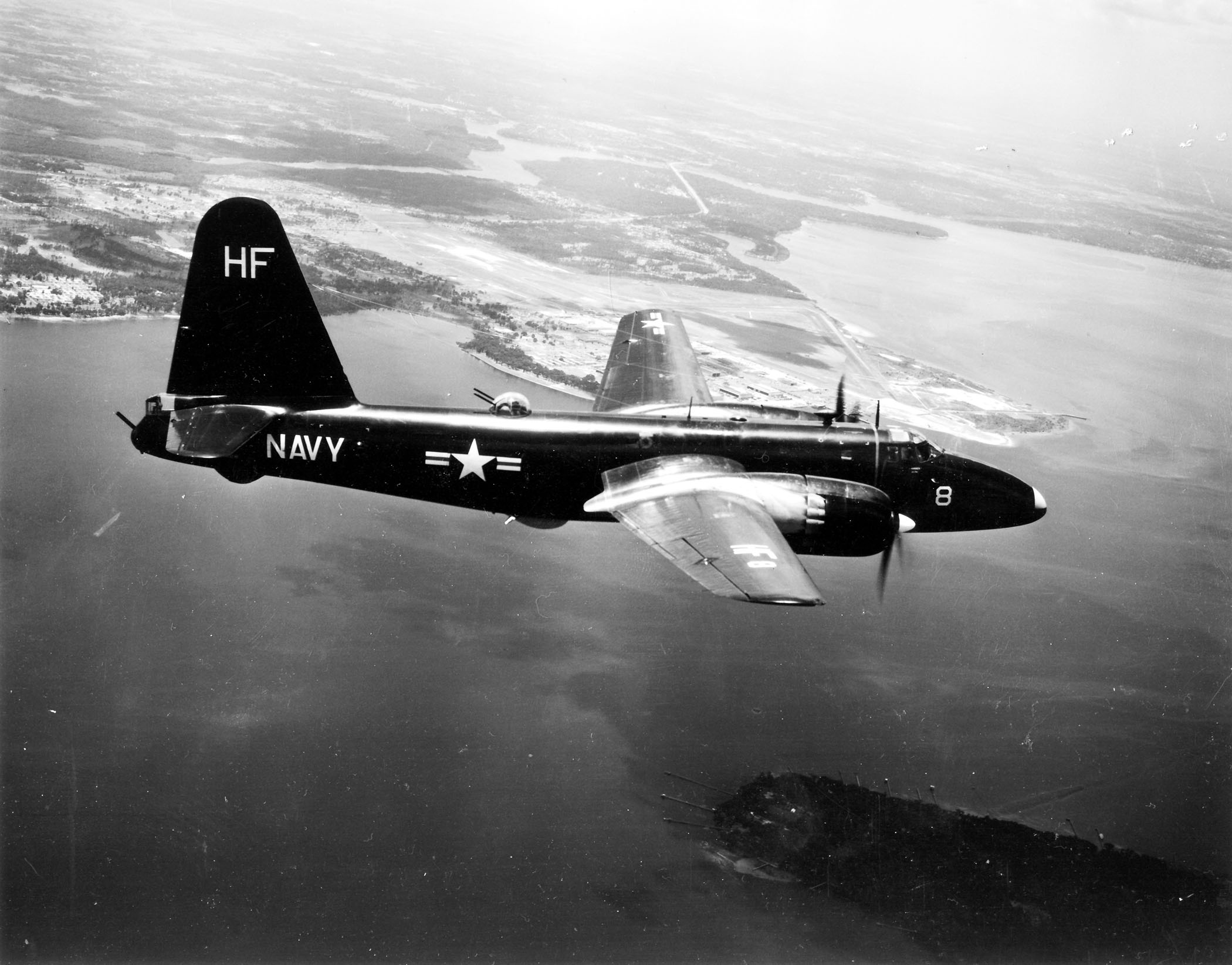
P2V-2 в 1952 году

В 1945 году с фирмой «Вега» был заключён контракт на поставку 151 самолёта новой модели P2V-2 с улучшенным двигателем и 20-мм пушками в передней турели, однако после капитуляции Японии количество самолётов было сокращено до 51 единицы.
На модели P2V-2 были установлены новые двигатели Wright R-3350-24W развивавшие мощность 2500 л.с. при 2900 об/мин без инжекции воды и 2800 л.с. с инжекцией. В новом двигателе был увеличен коэффициент сжатия и коэффициент турбокомпрессии, в результате были расширены боевые возможности самолёта, увеличена высота подъёма. Был использован новый трёхлопастный пропеллер Гамильтона (вместо четырёхлопастного, установленного на P2V-1) и электрическая система антиобледенения вместо спиртовой.
В передней части самолёта турель с двумя 12,7-мм пулемётами был заменена шестью фиксированными 20-мм пушками AN-M2 (Тип E) в качестве противокорабельного и противолодочного средства. В дальнейшем в носовой части стали устанавливать усовершенствованные пушки AN-M3.
Кормовая турель (Mk III) в первых 17 самолётах P2V-2 осталась прежней, а на следующих 6 самолётах заменена на усовершенствованную турель Mk IV, а начиная с 24-й единицы в хвостовой части устанавливалась турель Emerson X-220-RH-1 (AERO 11A) с двумя 20-мм пушками.
Средняя турель была уменьшена в размерах и сделана более обтекаемой. Начиная с 9-го самолёта этой модели пулемёты в средней части были заменены турелью Emerson X-220-SE-101 c 20-мм пушками. Таким образом, P2V-2 стал первым бомбардировщиком ВМФ США, полностью вооружённым 20-мм пушками.
Под крыльями были установлены узлы подвески для 16 ракет HVAR (High Velocity Air Rockets) калибра 127 мм.
Начиная с 23-й единицы на самолёте начали устанавливать гиростабилизированный бомбовый прицел Mk 18 Mod 0.
На P2V-2 впервые появились средства для сброса гидроакустических буёв.
Система антиобледенения кроме крыльев была установлена также в хвостовых стабилизаторах. Тестирование показало, что система прекрасно работает, и в дальнейшем у P2V-2 никогда не было проблем с обледенением.
Усиление оружия увеличило массу самолёта почти на тонну, что сказалось на скороподъёмности. Однако увеличение мощности повысило скорость на 24 км/ч и уменьшило разбег при взлёте.
В хвостовой части самолёта были установлены узлы подвески для четырёх 2000-фн пороховых ускорителей, которые в течение 10 секунд обеспечивали суммарную тягу 3600 кГ.
Благодаря прекрасным качествам нового самолёта, заказ на новую модель был увеличен до 81 единицы.
Модификация P2V-2N предназначалась для разведки и спасательных операций в Арктике. Полностью демонтировано оружие, установлена одна из первых моделей магнитного детектора. К шасси были прикреплены лыжи, что позволяло самолёту взлетать и садиться и на обычной полосе и на заснеженной территории. Когда шасси убиралось, лыжи прилегали снизу к корпусу мотогондолы. Эта модификация получила название «Полярный медведь» (Polar Bear).
Модификация P2V-2S выполняла функции самолёта ДРЛО и была оснащена обзорным радаром AN/APS-20 в обтекателе под фюзеляжем.

### P2V-3

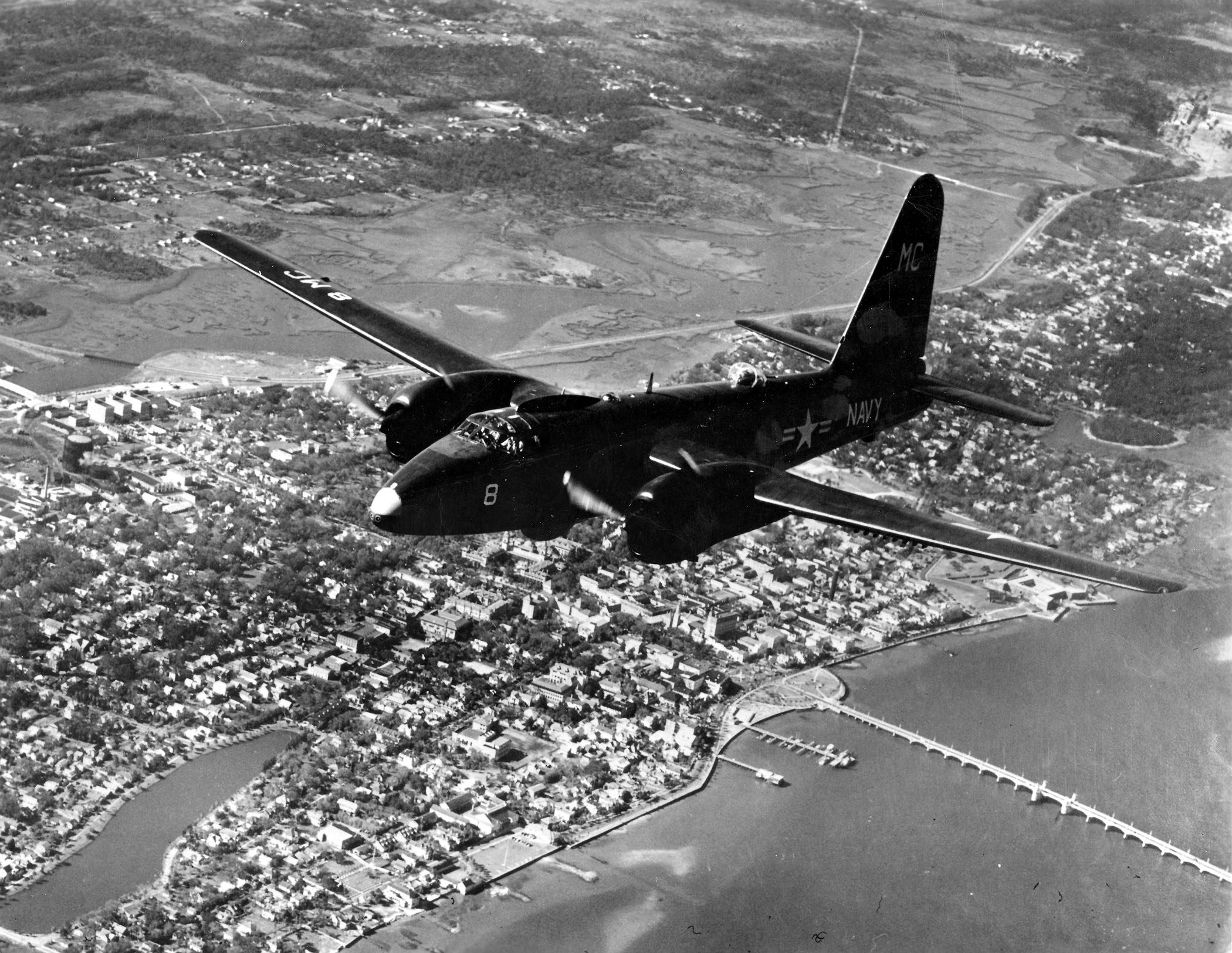
P2V-3, 1951 год

Следующей моделью самолёта стала P2V-3, оснащённая ещё более мощными двигателями Wright R-3350-26W, которые развивали мощность 3200 л.с. при 2900 об/мин в режиме с инжекцией воды. Мощность при взлёте без инжекции составляла 2700 л.с. при 2900 об/мин.
Это была первая модель, полностью укомплектованная для противолодочных операций. Фирма получила контракт на производство 53 самолётов стандартной конфигурации.
Модификация P2V-3W выполняла функции самолёта ДРЛО и была оснащена обзорным радаром AN/APS-20 в большом обтекателе под фюзеляжем на месте бомбового отсека. Выпущено 30 самолётов этой модификации.
Эти самолёты использовались для ведения тайной электронной разведки. Неизвестно, являлось ли обозначение их как самолётов ДРЛО маскировкой, или только некоторые самолёты этой модификации были оснащены разведывательным оборудованием.
Модификация P2V-3С представляла собой дальний бомбардировщик-носитель атомного оружия, способный взлетать с палубы авианосца. На самолёте отсутствовала большая часть оружия стандартной конфигурации: демонтированы пушечные турели (кроме хвостовой) и узлы подвеса ракет. Оборудованы дополнительные баки для горючего.
Для взлёта с авианосца в хвостовой части размещены восемь 1000-фн пороховых ускорителей RATO. Самолёты предназначались для атомных бомбардировок удалённых территорий. Большая дальность полёта и возможность взлёта с авианосца в любой точке мирового океана, делали его идеальным носителем атомного оружия. Никаких средств для посадки на авианосец самолёт не имел. После бомбардировки он должен был сесть на аэродром или совершить вынужденную посадку на воду вблизи корабля. Идея создания такого специального самолёта была, видимо, навеяна историей «рейда Дулиттла», когда в 1942 году американские армейские бомбардировщики, взлетев с авианосца «Хорнет», совершили первый налёт на Токио. Всего было выпущено два самолёта этой модификации.
Модификация P2V-3B предназначалась для атомных бомбардировок. Всего произведено 16 самолётов этой модификации (все переоборудованы из других модификаций). Самолёт был оснащён радарной системой прицельного бомбометания AN/ASB-1.
Модификация P2V-3Z представляла собой бронированный пассажирский и транспортный самолёт. Предназначалась для перевозки высокопоставленных лиц ВМС США в зоне боевых действий.
Носовая и средняя турель были демонтированы, четырёхлопастный винт заменён трёхлопастным.

### P2V-4 (P-2D)
Очередной моделью самолёта стала модель P2V-4, оснащённая двигателями Wright R-3350-30W Turbo Compaund. Этот двигатель обладал не только рекордной для серийных поршневых двигателей мощностью (3750 л.с.), но и рекордной экономичностью. Потребление горючего составляло 178 г/л.с.·ч. Благодаря этому дальность полёта увеличилась на 20 % и значительно улучшилась скороподъёмность. Дополнительные топливные баки на концах крыльев ёмкостью 3255 л позволяли самолёту совершать полёты дальностью 9550 км с полной бомбовой нагрузкой и оборудованием общей массой 4500 кг. Дополнительный запас топлива и новый обзорный радар под фюзеляжем, а также сопутствующие меры по улучшению прочности конструкции привели к увеличению максимального веса самолёта с 24 500 до 30 600 кг.
В 1948 году ВМФ США заказал 52 самолёта этой модели.
Первые экземпляры новой модели, появившиеся в феврале 1950 года, были оснащены двигателем 26W. Серийный выпуск модели 30W начался весной 1951 года, и к ноябрю 1951 года новыми двигателями были переоборудованы все ранее выпущенные самолёты P2V-4.
В модели P2V-4 впервые появились новые 20-мм авиационные пушки M24. Шесть орудий были жёстко закреплены в нижней носовой части самолёта, и ещё две — подвижно в хвостовой турели. Боезапас новых пушек составлял 700 выстрелов на ствол. В средней части самолёта располагалась турель с двумя 12,7-мм пулемётами (боезапас 466 выстрелов на ствол).
Дополнительные топливные баки на концах крыльев при необходимости могли сбрасываться. В передней части правого бака был установлен мощный прожектор. Обзорный радар AN/APS-20 в обтекателе под фюзеляжем был стандартной принадлежностью этой модели самолёта.
Данная модель была ориентирована на противолодочные операции против дизельных лодок и получила прозвище «Snorkel Snipper» («Обрезатель шноркелей»). Поскольку самолёт был оснащён гидроакустическими буями, экипаж увеличился до 8 человек. Во время Корейской войны самолёты этой модели осуществляли океанское патрулирование.

### P2V-5 (P-2E)

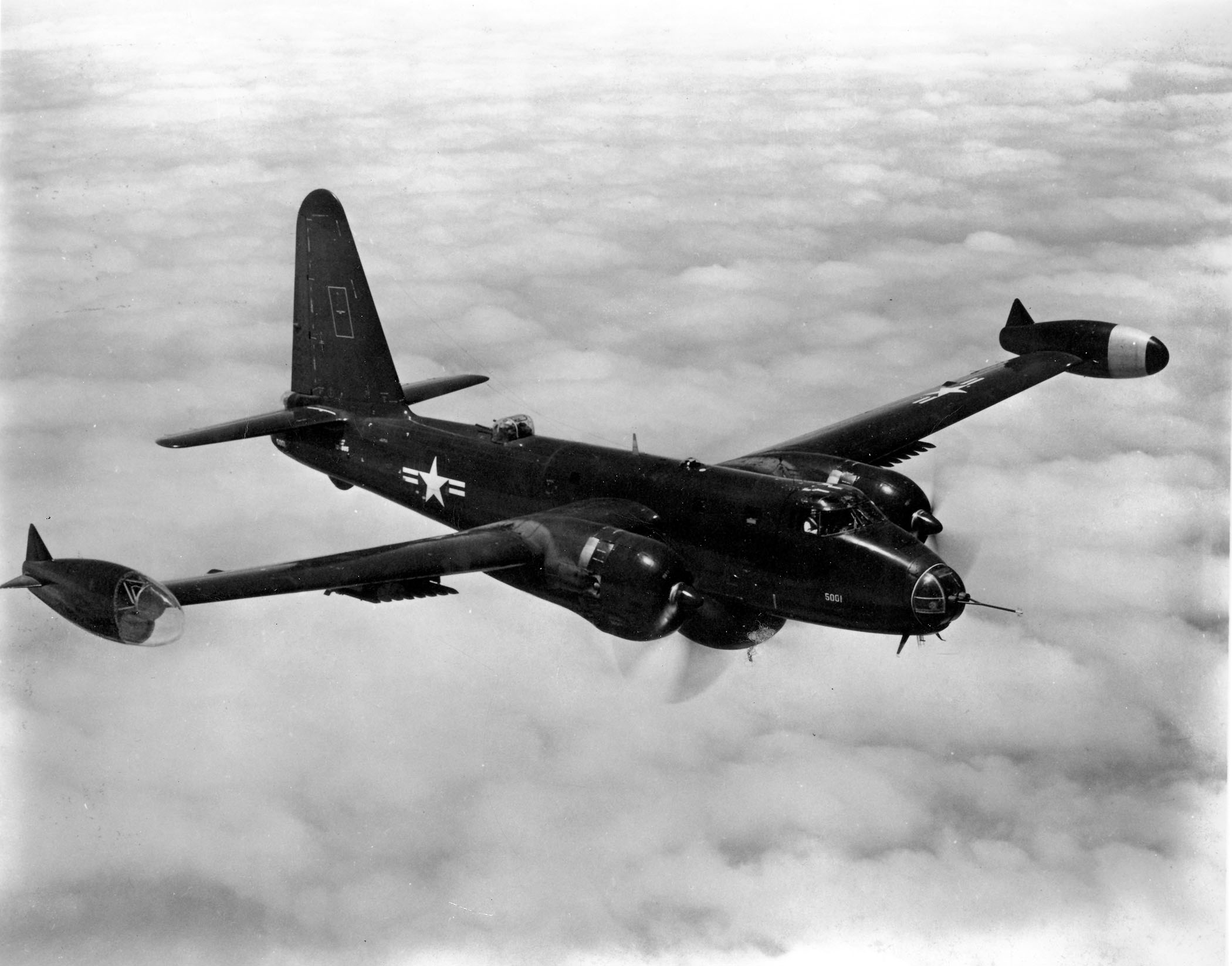
P2V-5 в 1952 году

Турбореактивный двигатель J-34 на самолёте модификации P2V-5F

В модели P2V-5 шесть неподвижных носовых пушек были заменены турелью с дистанционно управляемыми спаренными пушками. Для улучшения обзора было расширено остекление кабины.
Прожектор, установленный в передней части топливного бака на концевике правого крыла, автоматически направлялся в точку прицеливания передней турели. В передней части аналогичного левого бака был установлен обзорный радар AN/APS-8.
В 1949 году ВМФ США заказал 45 самолётов этой модели. А в 1950 году — дополнительно 25 самолётов моделей P2V-5 и −6.
С началом войны в Корее началось невиданное процветание фирмы «Локхид». Наряду с заказами от ВМФ США фирма начала поставки самолётов P2V-5 в Австралию и Великобританию. В связи с увеличением объёма заказов, производство большей части комплектующих было передано субподрядчикам.
В модификации P2V-5F (FP-2E) на пилонах с внешней стороны от мотогондол были установлены два турбореактивных двигателя Westinghouse J34-WE-34 с тягой 1470 кГ. Боевая нагрузка самолёта возросла до 4500 кг.
Реактивные двигатели применялись для облегчения взлёта и увеличения скорости во время боя. Для размещения пилонов количество узлов подвески ракет HVAR пришлось уменьшить с 16 до 8.
Модификация P2V-5FD (DP-2E) служила носителем для беспилотных самолётов-мишеней Ryan Firebee, которые крепились на пилонах с внешней стороны от реактивных двигателей. Было демонтировано всё оружие, включая среднюю турель и направляющие для ракет, а также топливные баки на концах крыльев. Добавлена электронная аппаратура для управления мишенями. Самолёты этой модификации находились на вооружении до начала 1970-х годов.
Модификация P2V-5FE (EP-2E) являлась самолётом электронной разведки. Она была оснащена реактивными двигателями J-34 и дополнительной электронной аппаратурой.
Модификация P2V-5FS (SP-2E) представляла собой противолодочный самолёт. Она была оснащена реактивными двигателями J-34, сбрасываемыми гидроакустическими буями систем Julie/Jezebel и аппаратурой для обработки информации от буёв.

### P2V-6 (P-2F)
В модели P2V-6, первый полёт которой состоялся 16 октября 1952 года, появилось оборудование для минных постановок и узлы подвески для управляемых ракет «воздух—поверхность». Носовая часть самолёта была удлинена на 0,3 м для размещения нового оборудования. Мотогондолы целиком выполнены из нержавеющей стали. Новое оборудование включает систему для ночного пуска торпед, а также радар для прицельного бомбометания и высотной аэрофотосъёмки.
В этой модели отсутствовали дополнительные реактивные двигатели. Вместо радара AN/APS-20 в передней части под фюзеляжем располагался небольшой обтекатель радара AN/APS-70. Для защиты при атаках на малой высоте, наиболее уязвимые места самолёта были защищены бронёй весом в несколько сот кг.
Модификация P2V-6B/P2V-6M (MP-2F) выла вооружена противолодочными ракето-торпедами Fairchild Petrel AUM-N-2, которые представляли собой пороховой ускоритель с самонаводящейся противолодочной торпедой в качестве боеголовки. Первоначально получила обозначение P2V-6B, но затем переименована в P2V-6M, что более точно соответствует её назначению.
Модификация P2V-6F (P-2G) была дополнительно оснащена реактивными двигателями J-34-WE на пилонах с внешней стороны от мотогондол.
Модификация P2V-6T (TP-2F) представляла собой учебный самолёт. Всё оружие было демонтировано, на большей части самолётов сняты также топливные баки, располагавшиеся на концах крыльев.

### P2V-7 (P-2H)

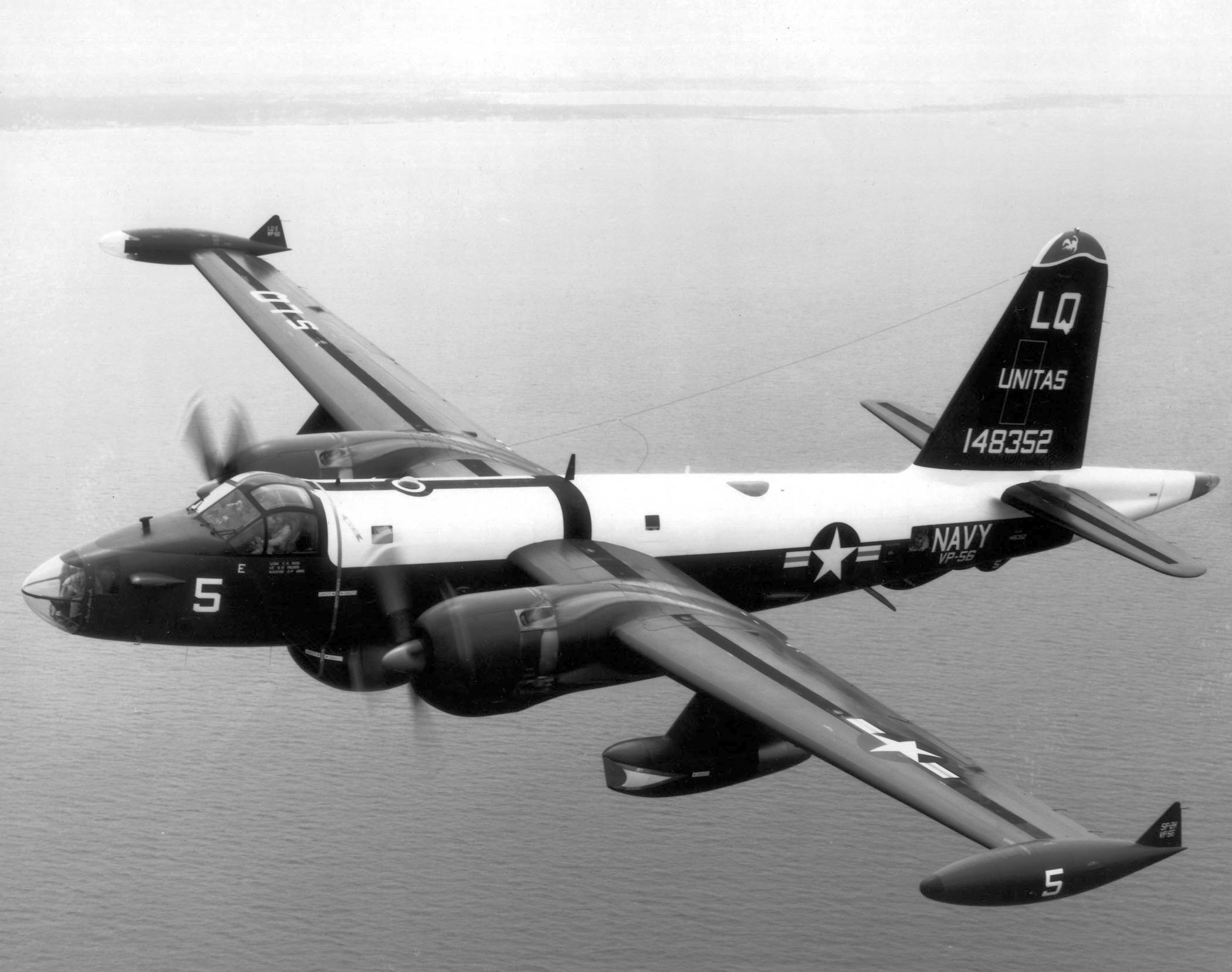
P-2H, 1963 год

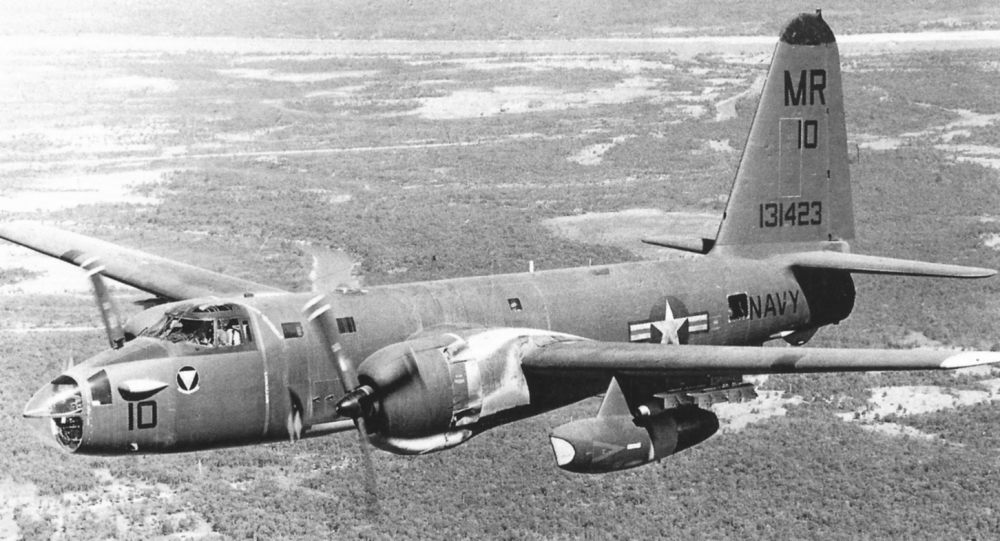
OP-2E в 1966/67 годах над Лаосом

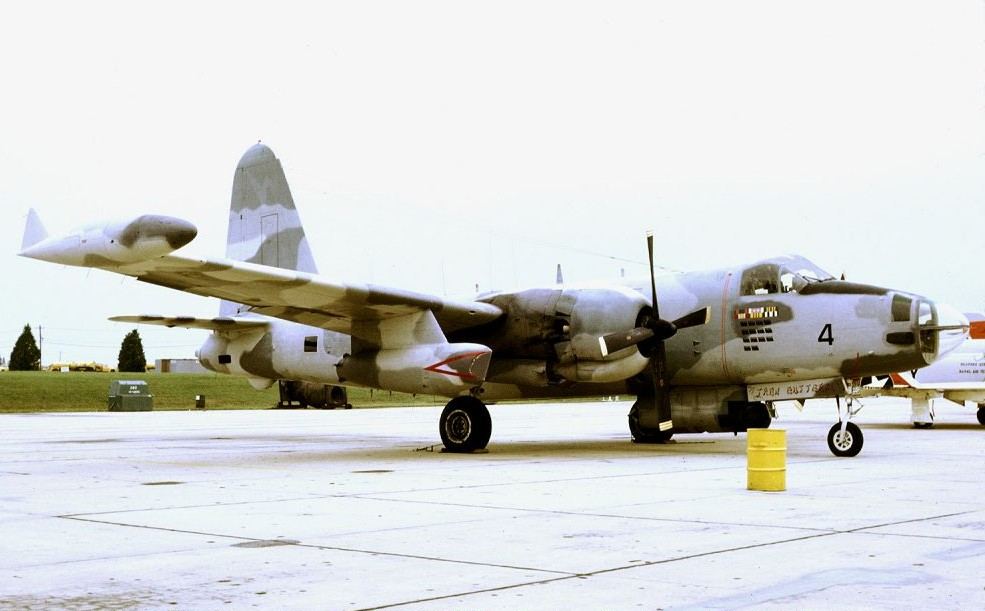
AP-2H, 1969 год

Модель P2V-7 оснащена новым двигателем W32 мощностью 4000 л.с.
Кроме того, установлены два турбореактивных двигатели J-34-WE-36 со статической тягой 1540 кГ. Вместо радара AN/APS-70, которым была оборудована предыдущая модель, на P2V-7 вернули AN/APS-20, однако обтекатель радара AN/APS-20 сдвинут вперёд по сравнению с моделью P2V-5. Уменьшены топливные баки на концах крыльев и улучшена их обтекаемость. Первые самолёты этой модели несли носовую и хвостовую турели, однако в дальнейшем турели были убраны, перепланирована кабина пилота, а в хвостовой части установлен магнитный датчик (MAD). Для самообороны оставлена средняя турель со спаренными 12,7-мм пулемётами. Боевая нагрузка увеличена до 4500 кг.
Модификация P2V-7S (SP-2H) представляла собой противолодочный самолёт, оснащённый гидроакустическими буями Julie/Jezebel, а также средствами электронного противодействия.
Модификация P2V-7L/7LP (LP-2J) представляла собой самолёт для Антарктических исследований. Радар APS-20 демонтирован, вместо него установлен радар APS-31 в передней части одного из топливных баков на концах крыльев. Установлены дополнительные электрогенераторы, обогреватели мотогондол, шасси оснащено лыжами. Три самолёта модификации 7L переоборудованы в 7LP путём установки триангуляционных камер.
Модификация NP-2H использовалась ЦРУ для ночной разведки в операции «Muddy Hill». На ней была установлена ночная телекамера, радар для следования рельефу местности, панорамная камера в хвостовой части, противопожарная пена в крыльевых баках. На них также стояли бронированные сиденья для первого и второго пилотов, снятые с вышедших из строя вертолётов. Был построен только один самолёт этой модификации.
Модификация AP-2H представляла собой ночную и всепогодную «летающую канонерку». Вместо магнитного датчика установлена хвостовая 20-мм турель Aero 11/A, радар SPS-20 заменён более компактным APQ-20, установленным позади крышки переднего шасси. Под кабиной пилотов установлены инфракрасные датчики и телекамера для ночной съёмки. Установлены скорострельные 7,62-мм револьверные пулемёты Minigun и 40-мм гранатомёт. Самолёты использовались ВМФ США во время операций в Юго-Восточной Азии с конца 1967 по весну 1969 года. Участвовали в операции «Igloo White» (воздушная постановка датчиков движения на путях перемещения войск), а также в напалмовых бомбардировках.
Модификация DP-2H предназначалась для управления беспилотными самолётами.
Модификация EP-2H представляла собой ретранслятор сигналов телеметрии от беспилотных самолётов.
В модификации OP-2H радар APS-20 заменён более компактным, установленным под передней турелью.
Демонтирована большая часть противолодочных средств, включая магнитный датчик в хвостовой части. Установлена подвеска 7,62-мм пулемёта М60 для стрельбы из салона, а также точки подвески дополнительных пулемётов. В обтекателе в задней части фюзеляжа установлена телекамера. Этот самолёт использовался для сбрасывания датчиков движения на «тропу Хошимина» во время войны во Вьетнаме (операция «Igloo White»).

### P-2J
Источник информации:.
Последней моделью самолёта стала P-2J, построенная в Японии фирмой «Кавасаки». Работа над моделью началась в 1961 году, первый полёт состоялся в 1966 году, а последний из 89 P-2J выпущен в 1979 году.
Поршневые двигатели Wright были заменены японскими копиями турбовинтовых двигателей General Electric T64-IHI-10 мощностью 2850 л.с. с трёхлопастными пропеллерами. Дополнительные турбореактивные двигатели IHI-J3 с тягой 1400 кГ также были японскими копиями американских двигателей. С новой двигательной установкой P-2J достиг максимальной скорости 650 км/ч.
Экипаж самолёта увеличился до 12 человек. Была увеличена и изменена форма хвостовой части самолёта. Радар AN/APS-20 заменён более компактным AN/APS-80. Установлена более современная и компактная электроника, высвобожденные объёмы использовались для дополнительных топливных баков. Чтобы вписаться в меньший объём мотогондол, вместо одноколёсных основных стоек шасси применены двухколёсные с шинами меньшего диаметра.
Из-за пацифистских настроений в послевоенной Японии, разработка и производство P-2J затягивались. В 1980-х годах все «Нептуны» были заменены более современными «Орионами».

## Интересные факты
В 1946 году самолёт Truculent Turtle (Свирепая черепаха) модели P2V-1 установил мировой рекорд дальности беспосадочного перелёта, преодолев 11 236 миль (18 083 км) от Перта (Австралия) до Коламбуса (США, шт. Огайо).

### Мировой рекорд дальности полёта

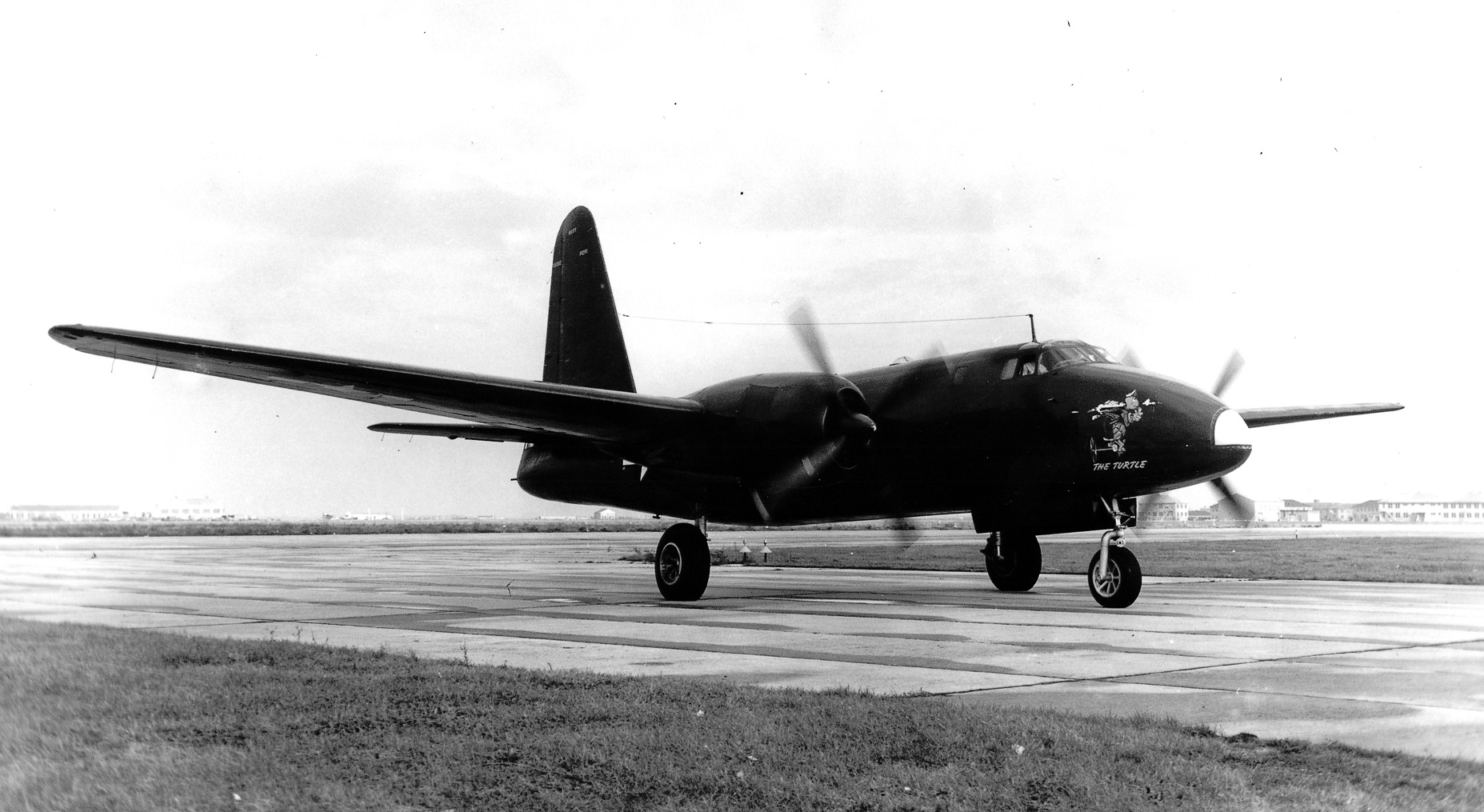
Рекордный самолёт «Truculent Turtle»

«Truculent Turtle» во время рекордного полёта

После окончания войны с Японией несколько сот американских дальних бомбардировщиков B-29 находились на Марианских островах. Совершая беспосадочные перелёты на базы в США, эти самолёты один за другим устанавливали рекорды дальности полёта. Точку в этом соревновании поставил полковник Ирвин (C.S. Irvine), который на специально переоборудованном самолёте B-29 под названием «Pacusan Dreamboat» в ноябре 1945 года совершил полёт длиной 7916 миль (12 740 км) с о. Гуам в Вашингтон.
Ревниво относясь к успехам коллег из ВВС, лётчики ВМФ поставили перед собой цель совершить беспосадочный перелёт длиной 10 000 миль (16 093 км). Чтобы воспользоваться преобладающими ветрами, в качестве точки вылета был выбран австралийский город Перт. Самолёт P2V-1 (первый в предсерийной партии и третий по счёту) под названием «Truculent Turtle» (Свирепая черепаха) был специально переоборудован для установления рекорда. С него было снято всё оружие и боевая аппаратура, и установлены дополнительные топливные баки: 1514 л топлива в двух баках на концах крыла, 2837 л на консолях, 5527 л в центральной секции, 3210 л в носу, 8071 л в бомбовом отсеке, 7881 л в хвостовой части фюзеляжа, 485 л в помещении для хранения парашютов. Ещё 530 л поместилось в топливных магистралях, итого самолёт нёс 33 054 л топлива и 1400 л масла, из которых 1210 л размещались в баках и 190 л в магистралях.
Итого полезная нагрузка самолёта составила более 25 360 кг: 23 765 кг горючего, 1259 кг масла, 327 кг весили 4 члена экипажа и ещё 10 кг любимец экипажа — кенгуру. При порожнем весе 13 345 кг взлётный вес самолёта достиг 38 700 кг. При таком весе самолёт имел скорость сваливания 222 км/ч (в конце полёта эта скорость упала до 111 км/ч). Автономность самолёта составляла 65 часов.
29 сентября 1946 года при помощи четырёх 1000-фунтовых пороховых ускорителей RATO (Rocket Assisted Take-Off) самолёт под командованием кап. 2 ранга Томаса Дэвиса (Thomas C. Davies) после 1400-метрового разбега поднялся в воздух.
Несмотря на тщательное планирование, весь перелёт через Тихий океан проходил при плохой погоде. Масса намёрзшего льда временами достигала 450 кг, увеличивая расход горючего. Тем не менее, через 55 часов 17 минут самолёт приземлился в г. Коламбус (шт. Огайо), преодолев 11 235,6 миль (18 082 км) со средней скоростью 327 км/ч и не долетев до Вашингтона 560 км. При посадке в его баках оставалось всего 450 л горючего на 240 км полёта.
Международная авиационная федерация, проведя свои собственные расчёты, установила, что дальность полёта составила 10 700 миль (17 200 км).
Этот рекорд продержался до 1962 года, когда самолёт B-52H ВВС США совершил беспосадочный перелёт с о. Окинава (Япония) до Мадрида, преодолев 12 532,3 мили (20 177 км). В настоящее время «Truculent Turtle» выставлен в Музее морской авиации в Пенсаколе (Pensacola, шт. Флорида).

### Аэрофотосъёмка Аляски
Большая автономность самолёта и вместительный фюзеляж позволили использовать модель P2V-2 в амбициозном проекте 1948 года по картографированию Аляски. Масштабных аэрофотосъёмок этого региона не проводилось с 1929 года, когда две летающие лодки Loening OL-8 сняли около 34 000 км² территории. Работа была проведена шестью самолётами эскадрильи VP-4, базировавшейся на Уитби Айленд (Whidbey Island, шт. Вашингтон). На самолётах были установлены стандартные 305-мм камеры К-17 и 152-мм триангуляторы. Камеры были установлены снизу в задней части фюзеляжа. Большой кормовой люк был использован для установки триангулятора. В общей сложности было снято 78 000 км² территории в интересах геологоразведки, лесопромышленности, рыболовства и энергетики.

### Самый тяжёлый самолёт, взлетевший с авианосца

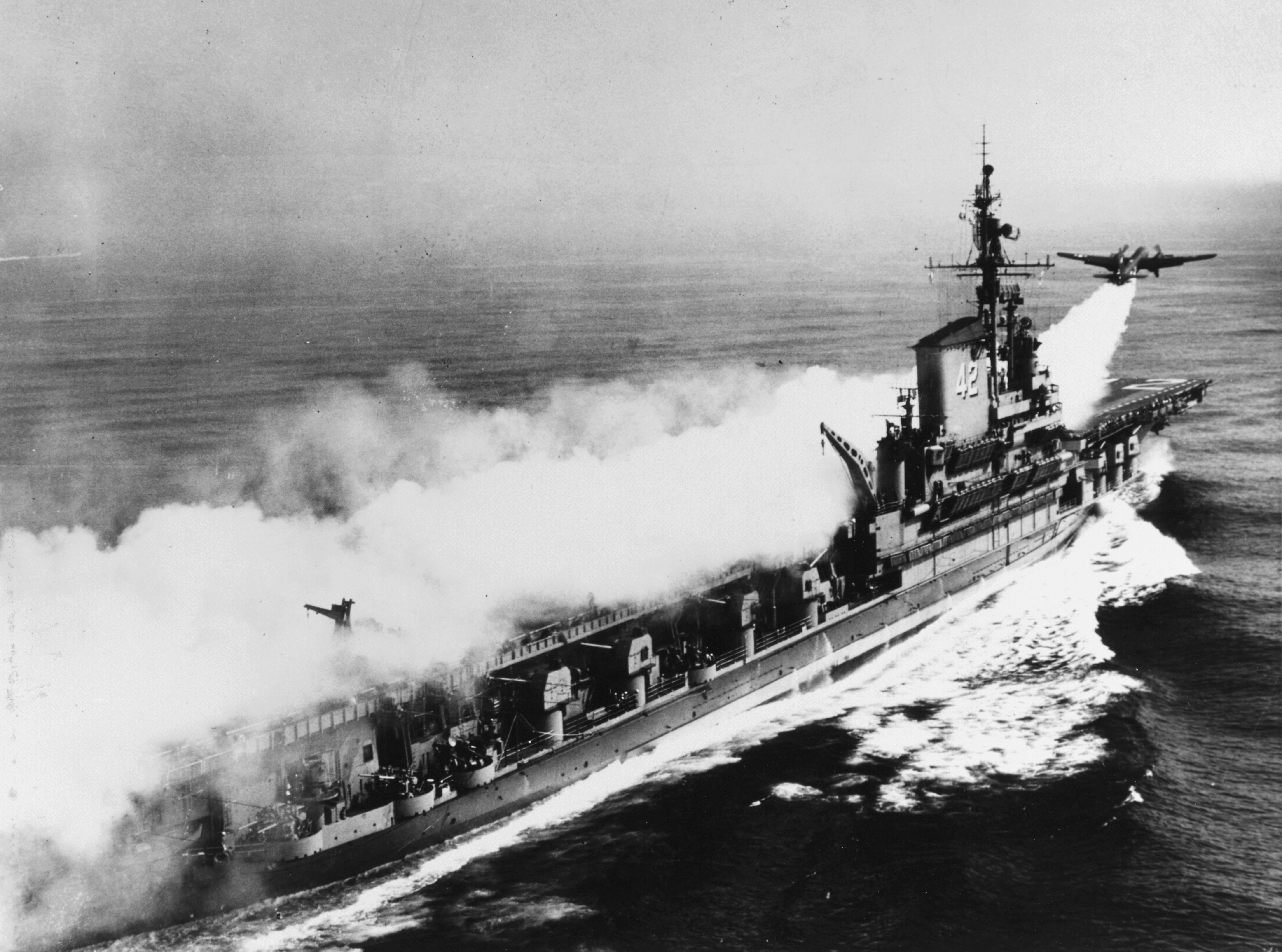
Взлёт P2V с авианосца «Франклин Рузвельт», 1951 год

27 апреля 1947 года два самолёта P2V-3С, каждый оснащённый 8 пороховыми ускорителями RATO (1600 л.с. дополнительной мощности), взлетели с палубы авианосца «Корал Си» недалеко от побережья Вирджиния Кейпс (Virginia Capes). Авианосец шёл со скоростью 28 узлов против 4-узлового ветра, давая самолётам дополнительную скорость 50 км/ч. Взлётный вес самолётов составлял 25 т.
7 марта 1949 года самолёт P2V-3С взлетел с авианосца «Корал Си», имея на борту вес, имитировавший 4500-кг атомную бомбу, и горючее на 6500 км полёта. Взлётный вес самолёта составил 33,5 т. На тот момент это был самый тяжёлый самолёт, когда-либо взлетавший с авианосца.
Самолёт преодолел 3200 км до местечка Мурок (Muroc, шт. Калифорния), сбросил имитатор атомной бомбы, и пролетев ещё 3200 км, благополучно сел на базе Патуксент Ривер (Patuxent River) в штате Мэриленд.
Ещё одно достижение было установлено на P2V-3С в феврале 1950 г. Самолёт, взлетевший с авианосца «Франклин Рузвельт», находившегося недалеко от г. Джексонвилль (шт. Флорида), пересек Мексиканский залив и Панамский канал, затем повернул на север и приземлился на базе Моффетт близ Сан-Франциско, преодолев 8298 км. Это был самый дальний перелёт для самолёта, взлетевшего с авианосца.

### Секретные задания
В 1990-х годах начала появляться информация о секретных заданиях, выполнявшихся на самолётах модификации P2V-3W у границ СССР и других социалистических стран.
6 ноября 1951 год 2 советских поршневых истребителя Ла-11 (ст. лейтенант Лукашев и ст. лейтенант Щукин 88 ГИАП) перехватили и сбили в районе м. Островной  P2V-3W, выполнявший разведывательный полет. Нарушитель был сбит и упал в море, экипаж пропал без вести. Советские лётчики награждены орденами Красного Знамени.
Весной 1952 года P2V-3W совершал облёт Камчатки, занимаясь разведкой целей для летевшего на большой высоте бомбардировщика RB-50 «Суперфортресс». Несколько раз самолёт сопровождали истребители МиГ, однако огонь не открывали, ограничиваясь фотографированием.
Другой разведывательной модификацией самолёта была P2V-5FE, которая участвовала в нескольких известных инцидентах.
Один из самолётов P2V-5 был сбит китайской наземной артиллерией ПВО 18 января 1953 года в Тайваньском проливе и совершил вынужденную посадку на воду. Гидросамолёт PBM-5 Mariner попытался спасти команду «Нептуна», однако сам был сбит. Эсминец «Хэлси Пауэлл» (Halsey Powell) спас 7 из 13 пилотов «Нептуна» и 3 из 8 пилотов PBM-5, при этом получив несколько попаданий от береговых батарей. Несколько попаданий получил также эсминец «Грегори» (Gregory) и другая летающая лодка PBM-5.
4 января 1954 года P2V-5 был сбит в Жёлтом море недалеко от Дайрена. Инцидент произошёл ночью в сложных погодных условиях. Существует версия, что самолёт был сбит «дружественным огнём» истребителей, так как была повреждена система опознавания «свой-чужой». Семьям погибших было сообщено, что самолёт разбился во время тренировочного полёта.
4 сентября 1954 года в районе г. Находка P2V-5 был сбит советским МиГ-17 упал в море в 35 км. южнее м. Островной, экипаж пропал без вести.
22 мая 1955 года в Японском море был перехвачен и сбит парой Миг-15 нарушивший гос. границу СССР P2V-5. Самолёт упал в море. Экипаж пропал без вести.
22 июня 1955 года P2V-5 был сбит двумя МиГ-15 над Беринговым проливом и разбился при совершении вынужденной посадка на о. Св. Лаврентия.
В июле 1956 года в районе Находки группой МиГ-15 из состава 7 ИАД ТОФ R2V был подбит, сел на воду и затонул. 1 член экипажа погиб, остальные спасены АСС США. Советские пилоты награждены орденами.
Пять разведывательных самолётов базировались на Тайване, откуда совершали ночные облёты территории Китая. Все пять самолётов погибли. Первый потерпел катастрофу во время возвращения в Южную Корею 25 марта 1960 года. Второй был сбит китайской артиллерией ПВО 6 ноября 1961. Третий бесследно исчез на территории Китая 8 января 1962 года. Четвёртый и пятый сбиты китайскими истребителями, 14 июня 1963 года и 11 июня 1964 года соответственно.

## Тактико-технические характеристики
Технические характеристики
- Экипаж: 9—11 человек
- Длина: 23,72 м
- Размах крыла: 30,48 м
- Высота: 8,56 м
- Площадь крыла: 92,9 м²
- Масса пустого: 15 819 кг
- Максимальная взлётная масса: 29 076 кг
- Силовая установка: 2 × радиальный воздушного охлаждения Wright R-3350-26W Cyclone-18
- Мощность двигателей: 2 × 3 200 л.с.
- Воздушный винт: трёхлопастной металлический

Лётные характеристики
- Максимальная скорость: 515 км/ч
- Крейсерская скорость: 286 км/ч
- Практическая дальность: 6 400 км
- Практический потолок: 6 700 м

Вооружение
- Боевая нагрузка: 3630 кг
- авиабомбы, глубинные бомбы, торпеды
- Неуправляемые ракеты: 70 мм FFAR

### Тактико-технические характеристики различных модификаций
Источник данных:
| Модель                          | XP2V-1 | P2V-1  | P2V-2  | P2V-3  | P2V-4  | P2V-5  | P2V-6  | P2V-7  |
| ------------------------------- | ------ | ------ | ------ | ------ | ------ | ------ | ------ | ------ |
| Год                             | 1945   | 1946   | 1947   | 1948   | 1949   | 1950   | 1952   | 1953   |
| Двигатели 2 × Wright R-3350     | —8     | —8A    | —24W   | —26W   | —30W   | —30W   | —30W   | —32W   |
| Мощность, л.с.                  | 2300   | 2300   | 2800   | 3200   | 3750   | 3750   | 3750   | 4000   |
| Запас топлива, л                | 12700  | 12700  | 12700  | 12700  | 15950  | 15950  | 15950  | 17800  |
| Размах крыла, м                 | 30,48  | 30,48  | 30,48  | 30,48  | 30,78  | 31,09  | 31,09  | 31,09  |
| Длина, м                        | 22,96  | 23,01  | 23,85  | 23,75  | 23,75  | 24,87  | 25,17  | 25,17  |
| Высота, м                       | 8,94   | 8,56   | 8,56   | 8,56   | 8,56   | 8,56   | 8,56   | 8,56   |
| Масса пустого, кг               | 14 810 | 15 295 | 15 404 | 15 819 | 19 060 | 18 939 | 19 422 | 19 509 |
| Нормальная взлётная масса, кг   | 20 400 | 20 400 | 24 500 | 24 500 | 30 600 | 30 600 | 30 600 | 31 800 |
| Максимальная взлётная масса, кг | 24 733 | 27 739 | 28 612 | 29 075 | 33 624 | 34 542 | 35 389 | 36 287 |
| Максимальная скорость, км/ч     | 465    | 486    | 515    | 544    | 566    | 549    | 528    | 586    |
| Практический потолок, м         | 7 100  | 8 200  | 7 900  | 8 500  | 9 400  | 8 800  | 8 200  | 10 000 |
| Скороподъёмность, м/мин         | 341    | 320    | 247    | 323    | 800    | 500    | 250    | 465    |
| Практическая дальность, км      | 6 680  | 6 650  | 6 400  | 6 330  | 6 760  | 7 640  | 7 400  | 7 000  |
| Экипаж, чел.                    | 8      | 8      | 7      | 7      | 8      | 9      | 9      | 9      |
| Количество, шт.                 | 2      | 14     | 81     | 83     | 52     | 424    | 83     | 359    |

Количество выпущенных самолётов по модификациям
| Модель | Всего |                  |                 |                 |                 |                 |                    |                 |                 |
| ------ | ----- | ---------------- | --------------- | --------------- | --------------- | --------------- | ------------------ | --------------- | --------------- |
| XP2V-1 | 2     |                  |                 |                 |                 |                 |                    |                 |                 |
| P2V-1  | 14    |                  |                 |                 |                 |                 |                    |                 |                 |
|        |       | P2V-2N           | XP2V-2          | P2V-73          | P2V-2S          |                 |                    |                 |                 |
| P2V-2  | 81    | 2                | 1               | 1               | 1               |                 |                    |                 |                 |
|        |       | P2V-3B           | P2V-3Z          | P2V-3C          | P2V-3W          |                 |                    |                 |                 |
| P2V-3  | 83    | 5                | 2               | 12              | 30              |                 |                    |                 |                 |
| P2V-4  | 52    |                  |                 |                 |                 |                 |                    |                 |                 |
|        |       | P2V-5F (P-2E)    | P2V-5FD (DP-2E) | P2V-5FE (EP-2E) | P2V-5FJ (WP-2E) | P2V-5FS (SP-2E) | P2V-5FS (AP/RP-2E) | P2V-5FS (NP-2E) | P2V-5FS (OP-2E) |
| P2V-5  | 424   | 360              | 9               | 11              | 4               | -               | 6                  | 2               | 12              |
|        |       | P2V-6B/M (MP-2F) | P2V-6F (P-2G)   | P2V-6T (TP-2F)  |                 |                 |                    |                 |                 |
| P2V-6  | 83    | 16               | 1               | -               |                 |                 |                    |                 |                 |
|        |       | P2V-7B (P-2H)    | P2V-7LP (LP-2H) | P2V-7S (SP-2H)  | P2V-7U (RB-69A) | P2V-7U (AP-2H)  | DP-2H              | P2V-7U (EP-2H)  | P2V-7U (NP-2H)  |
| P2V-7  | 359   | 15               | 4               | -               | 5(2)            | 4               | -                  | 3               | -               |
| P-2J   | 89    |                  |                 |                 |                 |                 |                    |                 |                 |
| Всего  | 1188  |                  |                 |                 |                 |                 |                    |                 |                 |